# 深圳地铁17号线
深圳地鐵17号线，曾称平湖线，是深圳地鐵一條建設中的路綫，联系深圳市罗湖中心区与龙岗区布吉街道、南湾街道、平湖街道片区。线路连接罗湖西站—山厦西站，全长约28.7公里，共设24座车站，分为两期建设，其中一期（罗湖西—上李朗）已纳入深圳市城市轨道交通第五期建设规划，并在2023年10月10日开工建设。

## 歷史

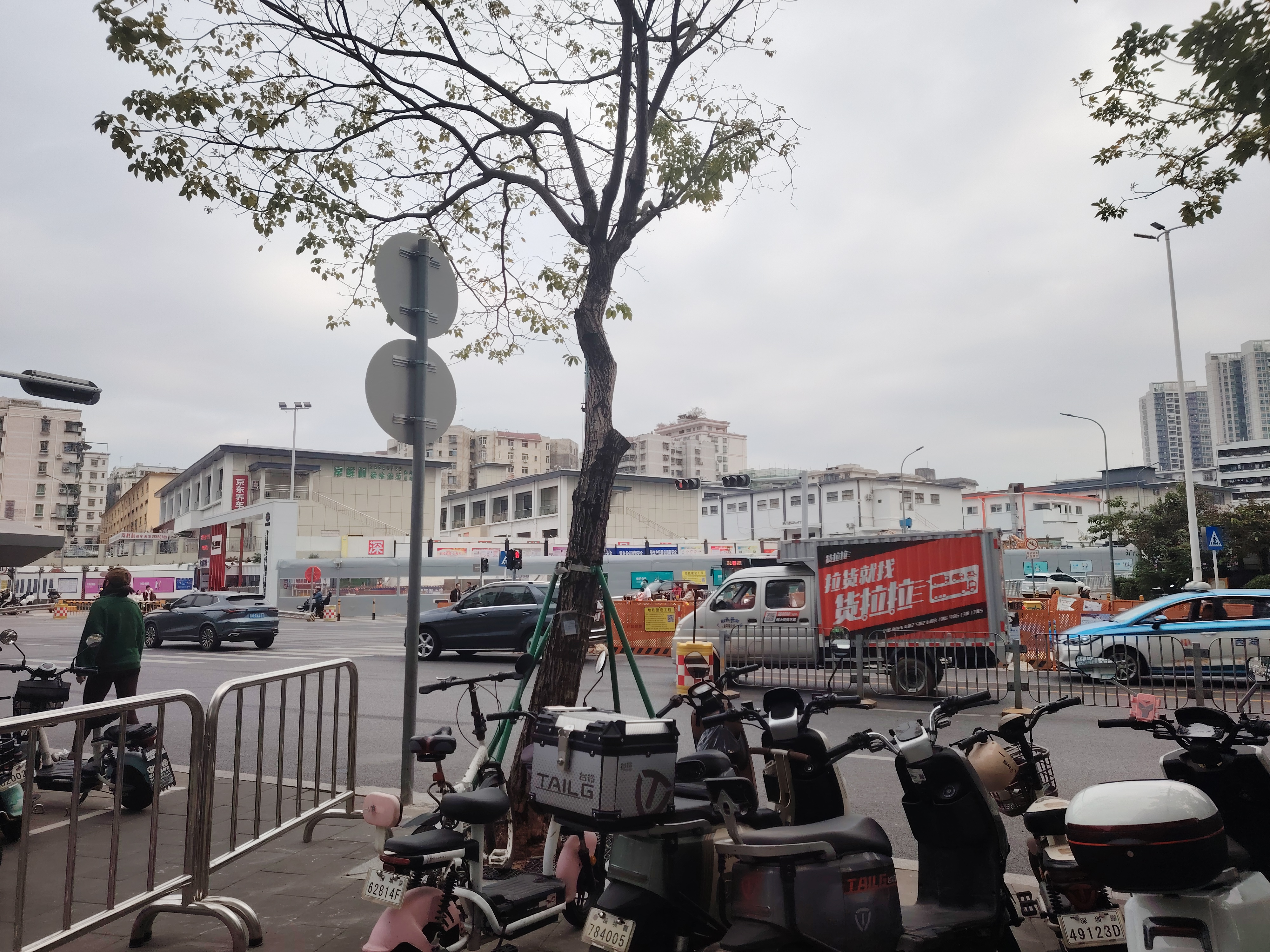
17号线笋岗站工地

2016年，深圳市人民政府公佈《深圳市軌道交通線網規劃(2016-2030)規劃方案》，方案提出建設深圳地鐵17號線（羅湖-平湖金融基地），全長約29千米。
2018年1月，在深圳市六屆人大六次會議上，深圳市人大代表張育彪提出建議，強烈呼籲將軌道17號線儘快納入深圳軌道建設規劃，在南灣南片區設立求水山站、南嶺站、沙塘布站，緩解片區城市交通壓力，支撐東進戰略往深度推進。張育彪表示，加強平湖-布吉南灣-羅湖中心快速公共交通聯繫，是支撐南嶺產城融合公共交通發展的一劑主方良藥，分流市中心區與布吉南灣地區日常生產生活通勤客流，緩解片區城市交通壓力，同時支撐東進戰略往深度推進。
2020年5月13日，深圳市交通運輸局公佈2020年度道路挖掘計劃，公示中明確指出，深圳地鐵17號線計劃啓動工程勘察施工，列入年度道路挖掘計劃。
2022年6月7日，深圳地鐵17號線工程前期方案研究中標結果公佈。8月26日，深圳市發展和改革委員會發佈《深圳市城市軌道交通第五期建設規劃（2023-2028年）》環境影響評價第一次公示，擬將深圳地鐵17號線一期工程（羅湖西站-上李朗站）納入《深圳市城市軌道交通第五期建設規劃（2023-2028年）》。9月5日，深圳市發展和改革委員會發布《深圳市城市軌道交通第五期建設規劃（2023-2028年）》環境影響評價第二次公示，再次明確將深圳地鐵17號線一期工程（羅湖西站-上李朗站）納入《深圳市城市軌道交通第五期建設規劃（2023-2028年）》，並公佈了其具體走向和站點設置。
2023年3月31日，深圳市住房和建設局官網公示深圳多條地鐵線路的工程項目信息，其中包括深圳地鐵17號線一期。

## 建設
2023年10月10日，深圳地鐵17號線一期開工建設。
2024年3月26日，深圳地鐵17號線一期工程丹竹頭站首根鑽孔灌注樁順利開鑽。4月15日，深圳地鐵17號線涉南嶺村社區土地整備利益統籌項目範圍的搬遷交房工作正式啓動，標誌着該項目取得了階段性進展。
2024年4月20日，深圳地鐵17號線一期工程項目順利完成嘉賓站機動車道交通疏解封閉施工，成為17號線羅湖區段首個完成交通封閉的車站。4月23日，深圳地鐵17號線梨園站首根樁基開鑽 。
2024年6月25日，深圳地鐵17號線一期丹竹頭站圍護結構順利完成圍閉，成為全線首個實現車站圍護結構圍閉的站點。

## 线路概况
17号线由深圳站西广场引出，经过东门老街、清水河等片区后进入龙岗区布吉，连接南岭、丹竹头、石芽岭等进入平湖，最终经过鹅公岭、双拥街、山厦等地抵达平湖北部，线路全长约28.7公里，共设24座车站，并在南岭求水山设停车场一座，在山厦设车辆段一座。

## 车站
| 车站名称[1]                                                       | 英文名称 | 所在区域 | 启用日期   | 接驳线路[2]   | 月台类型 |
| ----------------------------------------------------------------- | -------- | -------- | ---------- | ------------- | -------- |
| 17號線                                                            |          |          |            |               |          |
| 羅湖西                                                            | 待公布   | 羅湖区   | 預計2028年 |               | 未知     |
| 嘉宾                                                              | 待公布   | 羅湖区   | 預計2028年 |               | 未知     |
| 老街                                                              | 待公布   | 羅湖区   | 預計2028年 | █1号线 █3号线 | 未知     |
| 大塘龙                                                            | 待公布   | 羅湖区   | 預計2028年 |               | 未知     |
| 笋岗                                                              | 待公布   | 羅湖区   | 預計2028年 | █7号线        | 未知     |
| 红岗                                                              | 待公布   | 羅湖区   | 預計2028年 |               | 未知     |
| 羅湖北                                                            | 待公布   | 羅湖区   | 預計2028年 | █14号线       | 未知     |
| 德兴                                                              | 待公布   | 龙岗区   | 預計2028年 |               | 未知     |
| 羅岗                                                              | 待公布   | 龙岗区   | 預計2028年 |               | 未知     |
| 百鸽笼                                                            | 待公布   | 龙岗区   | 預計2028年 | █5号线        | 未知     |
| 求水山                                                            | 待公布   | 龙岗区   | 預計2028年 |               | 未知     |
| 南岭                                                              | 待公布   | 龙岗区   | 預計2028年 |               | 未知     |
| 南岭中心                                                          | 待公布   | 龙岗区   | 預計2028年 |               | 未知     |
| 丹竹头                                                            | 待公布   | 龙岗区   | 預計2028年 | █3号线        | 未知     |
| 石芽岭                                                            | 待公布   | 龙岗区   | 預計2028年 | █14号线       | 未知     |
| 下李朗                                                            | 待公布   | 龙岗区   | 預計2028年 |               | 未知     |
| 深朗                                                              | 待公布   | 龙岗区   | 預計2028年 | █21号线       | 未知     |
| 上李朗                                                            | 待公布   | 龙岗区   | 預計2028年 | █10号线       | 未知     |
| 注释                                                              |          |          |            |               |          |
| 1↑ 斜体标示的车站，尚未启用。 2↑ 斜体标示的换乘或转乘，尚未启用。 |          |          |            |               |          |
| 论 编                                                             |          |          |            |               |          |

根据近期规划，17号线一期与其它线路换乘的车站有：
- 罗湖西站：与罗湖站远距离联络，需要与罗湖口岸改造工程同时进行。
- 老街站：换乘1号线和3号线，也可经过建设路站换乘5号线。1號線和3號線建設時均未作出預留，轉乘方式未知。
- 笋岗站：换乘7号线。7號線建設時未作出預留，轉乘方式未知。
- 罗湖北站：换乘14号线及25号线。14号线建设时已建成平行式雙島式月台，可与17號线實現站台平行換乘。25號線為遠期線路，轉乘方式未知。
- 百鸽笼站：换乘5号线。5號線建設時未作出預留，轉乘方式未知。
- 丹竹头站：换乘3号线。3號線建設時未作出預留，轉乘方式未知。
- 石芽岭站：换乘14号线。14號綫建設時已預留換乘節點，為T型节点换乘。
- 上李朗站：换乘10号线。10號線建設時未作出預留，轉乘方式未知。

根据远期规划，17号线与其它线路换乘的车站有：
- 平湖站：换乘10号线、18号线和深惠城际铁路。10号线和深惠城际建设时未预留，轉乘方式未知。